# Tomaž Dolar
Tomaž Dolar, slovenski smučarski skakalec, * 27. oktober 1966, Jesenice.
Dolar je za Jugoslavijo nastopil na Zimskih olimpijskih igrah 1984 v Sarajevu, kjer je osvojil 11. mesto na večji skakalnici. V svetovnem pokalu se je štirikrat uvrstil med dobitnike točk, 1. januarja 1985 je bil 21. na tekmi turneje štirih skakalnic v Garmisch-Partenkirchnu, 1. in 3. marca istega leta je zasedel 13. in 14. mesto na dveh tekmah v Lahtiju, najboljšo uvrstitev pa je dosegel 20. decembra 1987 z dvanajstim mestom na tekmi v Saporu.